# يوجينيو لا روزا
يوجينيو لا روزا (بالإسبانية: Eugenio La Rosa)‏ (20 ديسمبر 1962 بليما في بيرو - ) هو مدرب كرة قدم ولاعب كرة قدم بيروفي في مركز الهجوم. شارك مع منتخب بيرو لكرة القدم. أما مع النوادي، فقد لعب مع أرجنتينوس جونيورز وأليانزا ليما وسوسيداد ديبورتيفو كيتو ونادي سبورتينغ كريستال وديبورتيفو مانيسيبال ‏.

## وصلات خارجية
- يوجينيو لا روزا على موقع ناشيونال فوتبول تيمز (الإنجليزية)